# John Boorman
John Boorman (ur. 18 stycznia 1933 w Shepperton) – brytyjski reżyser, scenarzysta i producent filmowy.
Boorman, choć ma w dorobku także dzieła innych gatunków, jest uznawany za mistrza kina sensacyjnego. Jego twórczość charakteryzuje szczególna dbałość o psychologiczną wiarygodność występujących w nich postaci. Filmy Anglika były kilkakrotnie nominowane do Oscara.

## Życiorys
Karierę zaczynał w angielskiej telewizji, w 1965 zrealizował film muzyczny Złap nas, jeśli potrafisz z popularną w latach 60. grupą The Dave Clark Five. Dwa lata później powstał jego pierwszy amerykański film – psychologiczny dreszczowiec Zbieg z Alcatraz z Lee Marvinem w roli głównej. Po wejściu na ekrany film spotkał się z niezbyt przychylnym przyjęciem, dziś jest jednak uważany za dzieło wybitne.
W 1969 Boorman nakręcił kolejny obraz z Marvinem – w wojennym Piekle na Pacyfiku partnerował mu Toshirō Mifune. W 1972 zrealizował Uwolnienie, brutalną opowieść o grupie kajakarzy zaatakowanych w czasie spływu przez miejscowych. W tej dekadzie Boorman nakręcił także film science-fiction Zardoz (1974) z Seanem Connerym (1974) oraz drugą część Egzorcysty (1977).
Zrealizowany w 1981 we współpracy amerykańsko-brytyjskiej Excalibur był pełną rozmachu ekranizacją mitu o Królu Arturze. Natomiast Nadzieja i chwała (1987) była najbardziej osobistym filmem Boormana - reżyser powrócił w nim pamięcią do Wielkiej Brytanii czasu wojny i dorastania w bombardowanym Londynie.
W 1998 Boorman zrealizował Generała. Film odtwarza życie autentycznego dublińskiego bandyty Martina Cahilla i luźno nawiązuje do konfliktu w Ulsterze. W 2001 na ekrany kin wszedł dramat szpiegowski Krawiec z Panamy, zrealizowany na podstawie powieści Johna le Carré o tym samym tytule.
Jest ojcem Charleya Boormana, aktora, podróżnika, miłośnika motocykli, autora telewizyjnych programów przygodowych i podróżniczych.
Boorman jest honorowym członkiem tajnego stowarzyszenia zwanego Sons of Lee Marvin. 
Przewodniczył obradom jury konkursu głównego na 61. MFF w Wenecji (2004) oraz jury sekcji "Cinéfondation" na 62. MFF w Cannes (2009). Wcześniej zasiadał w jury konkursu głównego na 48. MFF w Wenecji (1991) oraz na 45. MFF w Cannes (1992).

## Wybrana filmografia

### Reżyser
- Złap nas, jeśli potrafisz (Catch Us If You Can 1965)
- Zbieg z Alcatraz (Point Blank 1967)
- Piekło na Pacyfiku (Hell In The Pacific 1969)
- Leo ostatni (Leo the Last 1970)
- Uwolnienie, inny tytuł: Wybawienie[1] (Deliverance 1972)
- Zardoz (1974)
- Egzorcysta II: Heretyk (Exorcist II: The Heretic 1977)
- Excalibur (1981)
- Nadzieja i chwała (Hope and Glory 1987)
- Generał (The General 1998)
- Krawiec z Panamy (The Tailor of Panama 2001)

## Nagrody
- Nagroda na MFF w Cannes
  - Nagroda za najlepszą reżyserię
  - 1970: Leo ostatni
  - 1998: Generał